# Ombre Est Lumière
Ombre Est Lumière – drugi studyjny album francuskiej grupy muzycznej IAM, którego premiera odbyła się w 1991 roku. Płyta została wydana nakładem francuskiej wytwórni Delabel. Był to pierwszy podwójny album grupy.

## Lista utworów
CD I
1. „Le feu” - 4:15
2. „Cosmos” - 5:55
3. „Vos dieux ont les mains sales” - 3:53
4. „La méthode Marsimil” - 0:20
5. „J'aurais pu croire” - 5:14
6. „Contrat de conscience” - 4:48
7. „Le soldat” - 4:40
8. „Le rétor de Malek Sultan” - 1:05
9. „Un jour tu pleures, un jour tu ris” - 3:48
10. „Le 7" - 3:42
11. „Harley Davidson” - 4:22
12. „La mousse à Riton” - 0:52
13. „Le Shit Squad” - 4:33
14. „Une femme seule” - 4:40
15. „Je danse le mia” - 3:54
16. „Alone tout seul for ever” - 1:12
17. „Fugiti F” - 4:27
18. „L'aimant” - 4:50
19. „Mars contre attaque” - 5:16

CD II
1. „Le dragon sommeille” - 4:10
2. „Attentat II” - 5:35
3. „Le slow de lai t'es” - 1:05
4. „Les je veux être” - 4:58
5. „L'échantillon” - 0:36
6. „Affaire en cours” - 5:20
7. „Le repos c'est la santé” - 4:34
8. „Interview” - 4:10
9. „Laissez-nous danser” - 4:14
10. „Transkitchmegatron Hipnokor Space-Rave-Olitecyborg-Ize and Teknomorshit” - 1:10
11. „Le dernier empereur” - 4:23
12. „Je lâche la meute” - 5:20
13. „Achevez-moi” - 0:54
14. „Achevez-les” - 5:14
15. „Où sont les roses Intro” - 0:27
16. „Où sont les roses” - 5:32
17. „Bang Bang” - 4:33
18. „RXN” - 0:08
19. „Sachet blanc” - 4:22
20. „Pharaon reviens” - 8:42